# Barbara Domaradzka
Barbara Domaradzka (ur. 7 maja 1952, zm. 19 października 2022) – polska operator dźwięku.
Dwukrotna laureatka Nagrody za dźwięk na Festiwalu Polskich Filmów Fabularnych w Gdyni oraz trzykrotnie nomimowana do Polskiej Nagrody Filmowej, Orzeł w kategorii najlepszy dźwięk. Członkini Polskiej Akademii Filmowej.

## Wybrana filmografia
jako operator dźwięku:
- Wakacje w Amsterdamie (1985)
- Kocham kino (1987)
- Diabły, diabły (1991)
- Pożegnanie z Marią (1993)
- Wrony (1994)
- Łagodna (1995)
- Słodko gorzki (1996)
- Farba (1997)
- Nic (1998)
- Fuks (1999)
- Egoiści (2000)
- Parę osób, mały czas (2005)
- Obława (2012)
- Chce się żyć (2013)

## Nagrody i nominacje
- 1991 – Nagroda za dźwięk w filmie Diabły, diabły na Festiwalu Polskich Filmów Fabularnych w Gdyni
- 1993 – Nagroda za dźwięk w filmie Pożegnanie z Marią na Festiwalu Polskich Filmów Fabularnych w Gdyni
- 1999 – nominacja do Polskiej Nagrody Filmowej, Orzeł za dźwięk w filmie Nic
- 2000 – nominacja do Polskiej Nagrody Filmowej, Orzeł za dźwięk w filmie Fuks
- 2013 – nominacja do Polskiej Nagrody Filmowej, Orzeł za dźwięk w filmie Obława